# Симеон (Волиотис)
Митрополи́т Симео́н (греч. Μητροπολίτης Συμεών, в миру Иоа́ннис Волио́тис, греч. Ιωάννης Βολιώτης; род. 9 мая 1977, Козани) — архиерей Элладской православной церкви, митрополит Фтиотидский (с 2019).

## Биография
Родился 9 мая 1977 года в городе Козани, в Греции. Его отец уроженец деревни Аспройия во Флорине и является потомком Петроса Волиотиса, учистника македонского сопротивления.
Начальное и среднее образование получил в Кастории. В 1995 году поступил на юридический факультет Аристотелевского университета в Салониках, который окончил в 1999 году. В 2002 году окончил богословский факультет Салоникийского университета.
В 2002 году был пострижен в монашество в монастыре Айон Анарйирон в Мелиссотопосе и проживал в обители до 2011 года.
В 2011 году был рукоположен в сан иеродиакона митрополитом Касторийским Серафимом (Папакостасом), а позднее принят в клир Афинской архиепископии и рукоположен в сан иеромонаха архиепископом Афинским Иеронимом (Лиаписом). В 2012 году возведён в достоинство архимандрита.
25 июля 2014 года был назначен протосинкеллом Афинской архиепископии, являясь одновременно настоятелем Троицком церкви.
7 февраля 2018 года решением Священного синода иерархии Элладской православной церкви был избран для рукоположения в сан епископа Феспийского, викария Афинской архиепископии.
11 февраля 2018 года в Благовещенском соборе в Афинах архиепископом Иеронимом и членами Священного синода иерархии был хиротонисан во епископа.
11 октября 2019 года Священным синодом иерархии Элладской православной церкви был избран митрополитом Фтиотидским.
Кроме родного греческого, владеет английским и немецким языками.